# Marta Astfalck-Vietz
Marta Astfalck-Vietz, geb. Marta Vietz (* 21. Juli 1901 in Neudamm; † 14. Februar 1994 in Nienhagen), war eine deutsche Fotografin und Künstlerin. Ihr  Werk zählt zur Avantgarde der 1920er Jahre. Der größte Teil ihres erhaltenen künstlerischen Werkes ist heute Bestandteil der Fotografischen Sammlung der Berlinischen Galerie.

## Leben
Marta Vietz besucht in Berlin von 1918 bis 1920 die Höhere Fachschule für Textil- und Bekleidungsindustrie und von 1920 bis 1924 die Kunstgewerbe-Schule Berlin. 1925 bis 1926 macht sie eine Photo-Fachausbildung im Atelier von Lutz Kloss im Passagehaus Unter den Linden.
1926 begann ihre selbständige Tätigkeit in Berlin, ab 1927 mit eigenem Atelier. Es war der Anfang einer intensiven künstlerischen Zusammenarbeit mit Heinz Hajek-Halke, den sie seit ihrer Studienzeit kannte. Die Zusammenarbeit war dabei so eng, dass die Urheberschaft vieler Fotos nachträglich nicht mehr eindeutig zugeordnet werden kann. In dieser Zeit entstanden Fotografien bekannter Persönlichkeiten der Berliner Bohème, u. a. die Serie „die Tänzerin Daisy Spies“. 1929 heiratete sie den Architekten Hellmuth Astfalck.
In der Zeit des Nationalsozialismus nahm der experimentell-künstlerische Ausdruck der Fotografien ab. Mit ihrem Mann Hellmuth Astfalck schuf sie nun Werbe- und Gebrauchsgraphiken und innenarchitektonische Entwürfe. Im Atelier kopierten nachts Leute aus dem antifaschistischen Widerstand Geheimdokumente. Marta Vietz gab jüdischen Kindern, die vom Besuch der Schule ausgeschlossen waren, Privatunterricht. Ab 1936 malte sie Pflanzenaquarelle. Bei den Luftangriffen der Alliierten auf Berlin wurden ihre Wohnung, das Atelier und ihr Archiv 1943 zerstört. Marta Astfalck-Vietz wendete sich nunmehr pädagogischen und politischen Projekten zu.
1974 starb Hellmuth Astfalck. Für ihr sozialpädagogisches Engagement erhielt sie am 20. Januar 1982 das Bundesverdienstkreuz am Bande. 1989 wurden zwei ihrer Photographien mit der Unterschrift „Marta Vietz, Lebensdaten unbekannt“ in der Berlinischen Galerie gezeigt. Eine ehemalige Schülerin erkannte diese und in der Folge entstand der Kontakt zwischen der Berlinischen Galerie und Marta Astfalck-Vietz. 1991 wurde das erhaltene künstlerische Werk in der Berlinischen Galerie zum ersten Mal im Rahmen einer Ausstellung einer breiten Öffentlichkeit zugänglich gemacht.

## Werk
Während das kommerzielle und publizistische Werk von Marta Vietz im Krieg vollständig zerstört wurde, blieb einiges ihres künstlerisch-experimentellen Werkes durch den Umstand erhalten, dass sie diese eher „privaten“ Photos bei sich hatte oder ihrem Vater nach Süddeutschland gesandt hatte.
Ihre Fotos zeichnen sich durch große Experimentierfreude und eine ebenso eigenwillige wie detailgenaue Inszenierung aus. Dabei richtete sie selbst die Szene und das Licht ein und war auch oft selbst das Modell, während den Auslöser der Kamera bisweilen auch eine der anderen anwesenden Personen drückte.
Die Genauigkeit und Dichte dieser Inszenierungen liegen in ihrer zeichnerischen Ausbildung, ihrem Gespür im Umgang mit der Kamera und nicht zuletzt in der Wahl ihrer Vorbilder begründet: Nach Vorbildern und Einflüssen befragt, gibt sie an, vor allem durch Filme von Fritz Lang und Friedrich Wilhelm Murnau zu Experimenten angeregt worden zu sein.
Neben dem Hauptteil ihres Nachlasses in der Berlinischen Galerie befinden sich weitere Fotografien in anderen Sammlungen, wie dem Deutschen Tanzarchiv in Köln.

## Zitate
- „Ein guter Photograph ist ein bildnerischer Gestalter.“[3]
- „Manchmal standen wir am Ku-Damm vor dem Schaukasten von Suse Byk, sahen uns das an, aber es interessierte mich nur oberflächlich. Ich machte meine eigenen Bilder.“[4]
- „Da kam mal eine vornehme Dame, die wollte sich photographieren lassen, für ihren Mann. Und dann nochmal nackt, für ihren Freund.“[5]
- „Ein junger Mann wollte Aktaufnahmen, zahlte zehn Mark, holte die Bilder nie ab: Sein Frust war weg, als er sich vor mir nackt ausgezogen hatte. Sein Pech war, dass mir das nicht imponierte.“[6]